# Neomochtherus flavipes
Neomochtherus flavipes är en tvåvingeart som först beskrevs av Johann Wilhelm Meigen 1820.  Neomochtherus flavipes ingår i släktet Neomochtherus och familjen rovflugor. Inga underarter finns listade i Catalogue of Life.